# Mister Music Man
"Mister Music Man" (tradução portuguesa: "Senhor Músico" foi a canção que representou a Suíça no Festival Eurovisão da Canção 1992, após a desqualificação da vencedora da pré-seleção helvética para a Eurovisão. Foi interpretada em língua francesa (apesar do título inglês) por Daisy Auvray. Foi a 13.ª canção a ser interpretada na noite do evento, a seguir à canção finlandesa "Yamma-Yamma", e antes da canção luxemburguesa "Sou fräi", interpretada por Marion Welter e Kontinent. Terminou em 15.º lugar, recebendo 32 pontos.

## Autores
- Letra e música: Gordon Dent
- Orquestração: Roby Seidel

## Letra
Na letra da canção, Auvray pede ao Senhor Músico que toque uma música calma  e que desligue as luzes para ter uma noite bem disposta com o seu amante (ver: Letra da canção 